# Р'Бонні Габріель
Р'Бонні Габріель (англ. R'Bonney Gabriel; нар. 20 березня 1994 року, м. Х‘юстон, Техас, Сполучені Штати Америки) — американська модель та модельєрка. Переможниця конкурсу «Міс США 2022» та конкурсу «Міс Всесвіт 2022» у м. Новий Орлеан, Луїзіана в США.

## Біографія
Ннародилася в Х‘юстон, Техас, батько — філіппінець, мати — американка. Її батько Р'Бон «Бон» Габріель іммігрував з Маніли у 19 років до Вашингтона та здобув ступінь доктора психології в Університет Х'юстона. Її мати Дана Габріель виросла в Бомонті, штат Техас.
Р'Бонні пішла стопами батька і закінчила коледж, вступивши до Університету Північного Техасу. Здобула ступінь бакалавра з дизайну одягу (зі спеціалізацією у галузі волокон). Зараз працює дизайнеркою, створюючи екологічно чистий одяг, і моделлю.

## Конкурс краси
25 липня 2020 року Габріель змагалася з 11 іншими кандидатками на [Міс Кема 2020] у курортному та конференц-центрі Саут-Шор-Харбор у Ліґ-Сіті, Техас, де увійшла до п’ятірки найкращих. 4 вересня 2021 року Габріель змагалася проти 131 іншої кандидатки на Міс Техас США 2021 у Х'юстон. Вона була 1-ю віцеміс і зрештою програла переможниці Вікторії Хінохоса. 2 липня 2022 року Габріель представляв Френдсвуд на Міс Техас США 2022 і змагалася з 88 іншими кандидатками в Х'юстон, Техас. Вона виграла титул і її змінила Вікторія Хінохоса, зробивши її першою міс Техас США філіппінського походження. Під час конкурсу вона була в індивідуальній сукні, створеній філіппінським дизайнером Ріаном Фернандесом.
У жовтні 2022 року Габріель представляла Техас на «Міс США 2022». Вона змагалася з 51 кандидаткою на курорті у Ріно, Невада, де виграла титул, а її наступницею стала Елль Сміт з Кентуккі. 
14 січня 2023 року Габріель представляла США на конкурсі «Міс Всесвіт-2022» у Новому Орлеані, Луїзіана та здобула перемогу. 

## Покликання
- Р'Бонні Габріель  у соцмережі «Instagram»

| модель | Це незавершена стаття про модель. Ви можете допомогти проєкту, виправивши або дописавши її. |